# インターネット (企業)
株式会社インターネット（英: INTERNET Co., Ltd.）は、大阪府大阪市に本社を置く日本のソフト製作・開発会社である。DTMソフト「Singer Song Writer」や動画作成ソフトウェア「ニコニコムービーメーカー」で知られる。

## 由来
カモンミュージック設立に関わった元メンバーが設立。パソコン通信の時代に、これからはネットが中心になっていくという予想から、「インターネット」という造語を作って社名にしたが、今は人に説明しなければならなくなり困っている。

## 主な製品
- ABILITY
- Singer Song Writer
- MIXTURE
- OPUS
- Sound it!
- デジ録スタジオ
- Pod SAVE
- VSTインストゥルメント
- Video SAVE
- ニコニコムービーメーカー
- VOCALOID
  - がくっぽいど
  - Megpoid
  - Lily
  - ガチャッポイド
  - CUL
  - kokone
  - Chika
  - 音街ウナ
  - 花響琴
  - WhiteCUL
  - ついなちゃん
  - 結月ゆかり
  - 琴葉茜・葵
  - 紲星あかり
- Megpoid Talk
- 音街ウナTalk EX
- VOICEROID2 音街ウナ
- A.I.VOICE GUMI
- Synthesizer V
  - Megpoid
  - ROSA
  - 花響琴
  - 音街ウナ
- VOICEPEAK 音街ウナ

## 事業所
本社（大阪営業所・開発部・サポート部）
大阪府大阪市淀川区西中島7-1-5
東京営業所
東京都新宿区四谷2-5-3 KIMURA BLDG.2